# Johan I av Bretagne
Johan I av Bretagne, född 1217, död 1286, var en regerande hertig av Bretagne från 1221 till 1286. 